# 顧客洞見
顧客洞見，或者稱為消費者洞見。是一種試圖藉由分析人类行为模式與需求，使某種產品或服務更能貼近消費者，甚至增加雙方利益的行為研究法。
具体而言，顧客洞見是一種分析市場的研究技術，在一家公司中，常藉此運用市場研究結果，改變行銷部門的行動策略。 通常称为CI，它是消费者的需求和品牌所能提供的產品服務的交會點。 其主要目的是要了解為什麼消費者為什麼會認同品牌，在此背後最根本的思想、心情、渴望、期待、動機，并激励、触发他们的态度和行动。
另一个顧客洞見的定義是收集、部署和詮釋收集到的訊息，使企业能夠获得、发展和保留自己的客户。
一个顧客洞見可以更精确地定义为 :
"一个隱性了解客户的技巧，藉由這樣的了解，能用於改變消費者的行為，以達到互利"。
第二種解釋是來自保罗罗克林為直銷與電子商務期刊中心所寫的一篇文章中而來。